# HD 179079
HD 179079 är en ensam stjärna belägen i den mellersta delen av stjärnbilden Örnen. Den har en skenbar magnitud av ca 7,96 och kräver en stark handkikare eller ett mindre teleskop för att kunna observeras. Baserat på parallax enligt Gaia Data Release 2 på ca 14,3 mas, beräknas den befinna sig på ett avstånd på ca 228 ljusår (ca 70 parsek) från solen. Den rör sig bort från solen med en heliocentrisk radialhastighet på ca 19 km/s.

## Egenskaper
HD 179079 är en gul till vit  underjättestjärna av spektralklass G5 IV. Den har en massa som är ca 1,1 solmassor, en radie som är ca 1,5 solradier och har ca 2,6 gånger solens utstrålning av energi från dess fotosfär vid en effektiv temperatur av ca 5 400 K.

## Planetsystem
En exoplanet i omlopp kring stjärnan, HD 179079 b, tillkännagavs i augusti 2009. Planeten upptäcktes genom metoden för mätning av radiell hastighet med hjälp av HIRES-spektrometern vid Keck Observatory.
| Planet | Massa             | Halv storaxel (AE) | Siderisk omloppstid (d) | Excentricitet | Inklination | Radie |
| ------ | ----------------- | ------------------ | ----------------------- | ------------- | ----------- | ----- |
| b      | ≥0,076 ± 0,012 MJ | 0,049 ± 0,087      | 14,4808 ± 0,01          | 0,049 ± 0,087 | -           | -     |